# Бусел Олександр Григорович
Олекса́ндр Григо́рович Бусел (псевдо: «Ванька») (10 серпня 1910, Кальварія (біля Вільнюса), Литва — 9 березня 1943, Рівне) — діяч ОУН, окружний провідник ОУН Рівненщини (1933—1935).
Брат — Бусел Яків Григорович.

## Діяльність
Студент Львівського університету. Член ОУН, окружний провідник ОУН Рівненщини (1933—1935). Заарештований польською поліцією 10 серпня 1935. З вересня 1935 в таборі у Березі Картузькій, звільнений 17 січня 1936. Співробітник крайової екзекутиви (КЕ) ОУН Північно-Західних Українських Земель (ПЗУЗ) (1936-37). Повторно заарештований 22 червня 1937, засуджений на Рівненському процесі 22-26 травня 1939 до 8 років тюрми.
Керівник відділу культури і освіти Рівненської обласної управи (1941).
22 лютого 1943 Бусел Олександр, як член Проводу ОУН Бандери, прибув до штабу УПА (Поліська Січ) з місією зав'язати контакт і виробити політичну лінію спільних дій на майбутнє, а також підпорядкування Поліської січі бандерівській ОУН.
Ось як про це згадував Керівник Поліської Січі отаман Тарас Бульба-Боровець:
|  | 22 лютого 1943 року до нашого штабу прибув член проводу ОУН-Бандери, мій особистий приятель, п. Олександер Бусел. Це був земляк і шкільний товариш секретаря нашої організації довоєнного часу, Геннадія Янкевича, з Клевані, Рівенської области. Особисто ми далі були приятелями, а політично — згідно з тоталітарними засадами їхньої партії — ми були „ворогами". Після вступної промови сам-на-сам, я скликав Головну Команду УПА і на цьому засіданні О. Бусел від імени проводу ОУН-Бандери урочисто заявив що: — їх організація з якогось там дня змінила свій погляд на проблему повстанської боротьби України проти німців та большевицької партизанки, — що відтепер вони вважають цю форму нашої визвольної боротьби за доцільну і необхідну, — що вони сердечно вітають командування та цілу УПА і пропонують розпочати переговори про спільну акцію всіх революційних сил України в рядах УПА. Далі Бусел заявив, що його місія має характер тільки політичного порядку, щоб нав'язати контакт між проводом їх організації і Головною Командою УПА та виробити політичну лінію спільної дії. Самі ж переговори будуть вести інші делегати по його особистій рекомендації задля довір'я. |

Але через кілька днів, в кінці лютого 1943 року, Олександр Бусел був заарештований німцями і розстріляний 9 березня 1943.
Переговори ж тривали до травня 1943, але в кінцевому підсумку не дали бажаного результату.